# ダレカの地上絵
『ダレカの地上絵』（ダレカのちじょうえ）は、Aqua Timezの2ndオリジナル・アルバム。2007年11月21日にEpic Records Japanから発売。

## 概要
前作『風をあつめて』から約1年ぶりのフル・アルバム。キャッチフレーズは、『人は必ず一度、わかり合うことを完全にあきらめる。』。
タイトルは『ナスカの地上絵』から来たもので、『顔も名前も性別も年齢も分からないダレカ』が仮に「人間」という模様を描いていたとして、その模様に共感する事ということがあり、『近くで見たら細かい部分は違うが、上空の遠い所から見れば似ている』。そして近づいてみれば違う部分は沢山あるので、分かり合えないという過程は必ず通る。だがそれでも人間は誰もが繋がりたいと思っているはず。『誰かわかんないけど、あんたの言う事なんかわかるよ』という意味を込めてこのタイトルになったという。
初回プレス盤は三方背BOX仕様、シングル『小さな掌』とのダブル購入者プレゼントであるAqua Timezの直筆サイン入りの「オリジナル・デカリンゴCDホルダー」が抽選で100名に当たる応募券が封入されている。
初回プレス盤のみ14曲目から28曲目まで5秒弱の無音トラックが続き、29曲目に、2分ほどの隠しトラックが収録されている。

## 収録曲
特記以外　全作詞・全作曲：太志　全編曲：Aqua Timez
1. 一瞬の塵 [4:03]（作曲：太志・OKP-STAR・大介）
OKP-STARお気に入りの一曲。
太志の友人・ジャミルが参加している。
太志曰く「シングルでは絶対やれないことをまず一曲目にやりたかった」
2. 世界で一番小さな海よ [3:37]
「ALONES」と同じく人が感じる“孤独”を歌い上げた曲。
3. しおり [4:10]
3rdシングル。『三ツ矢サイダー』CMソング（新垣結衣が出演）。
日本テレビ系スペシャルドラマ『新幹線ガール』主題歌。
本に挟むしおりのように、“恋はまだ終わっていない”というメッセージが込められている。一時期、『しおり』は、太志の彼女ではないかという噂が流れたが、本人はラジオできっぱりと否定している。
4. 小さな掌 [5:48]
5thシングル。TBS系テレビドラマ『ジョシデカ!-女子刑事-』主題歌。太志が喉を痛めた時、支えてくれた人への感謝の気持ちをこめて作った楽曲。
5. B with U [4:55]
メンバーが登場しないMVが存在する[2]。MVに田島優成・佐々木希が出演。太志の理想の女性が映し出されている。
6. ピボット [4:54]（作曲：太志・大介）
曲中に出てくる『諦めたらそこで試合終了ですよ』という歌詞は、太志と大介が大好きな漫画『SLAM DUNK』のキャラクターの一人・安西先生が言うセリフ。大介は本曲の詞を見た時「テンションがいつもの数倍上がった」「『SLAM DUNK』は僕のバイブル」と語っている。サビは全て英語。
7. 白昼夢（interlude） [2:39]（作曲：Aqua Timez）
インストゥルメンタル曲。次トラックと音が繋がっている。
8. 秋の下で [5:39]
インディーズ時代の曲をリメイク。歌詞も当時とは多少変更されている。
9. ALONES [4:16]
4thシングル。テレビアニメ『BLEACH』6thオープニングテーマ。
曲中にはハンドクラップが入っており、2番のサビの後には大介がアコースティック・ギターで奏でるラテン調のメロディーが取り込まれている。
10. 乱気流 [3:45]（作曲：Aqua Timez）
TASSHIが打ち込みのエディットを時間をかけて作った。面白いアイデアをどんどん出していき、今までにない面白い軽快でキレのあるドラムサウンドになったという。
11. ガーネット [5:11]
発売より7年前に書いた詞から作られた。
アマチュア時代の「大きな木の下で」と同曲。
12. 僕の場所〜evergreen〜 [6:22]
2008年のAqua Timezの全国ツアー「evergreen tour 2008」テーマソング。
13. 夢風船 （yurikago version） [5:09]
両盤に収録のボーナス・トラック。
14. hana〜Evalasting〜
初回限定盤のみの隠しトラック。本作発売前からインターネットの様々なウェブサイトで「hana〜Everlasting〜」と発表されていたが、2008年5月30日のAqua Trainで、曲名は「hana〜Evalasting〜」であることを正式発表。『hana』とは、太志の祖母の名前。iTunesやSonicStageなど、Gracenoteで曲名検索すると『おばあちゃん』と表示される。mayukoが鍵盤ハーモニカを演奏。29曲目に設定した理由は、本作発売時のメンバーの平均年齢だと言われている。

## 演奏
- 弦一徹：Strings Arrangement (#1.4.11.12)
- 弦一徹ストリングス：Strings (#1.4.11.12)
- 十亀正司：Clarinet (#4)
- 浦丈彦：Oboe (#4.11)
- EBIS：Chorus (#3.5)
- JAMIL：Additional Vocals (#1)